# Affection provoquée par les résines époxydiques
Cet article décrit les critères administratifs pour qu'une affection provoquée par les résines époxydiques (ou époxyde) soit reconnue comme maladie professionnelle.
Ce sujet relève du domaine de la législation sur la protection sociale et a un caractère davantage juridique que médical. Pour la description clinique de la maladie se reporter à l'article suivant :

## Législation enFrance

### Régime général
| Fiche Maladie professionnelle | Fiche Maladie professionnelle | Fiche Maladie professionnelle |
| Ce tableau définit les critères à prendre en compte pour qu'une affection provoquée par les résines époxydiques soit prise en charge au titre de la maladie professionnelle. | Ce tableau définit les critères à prendre en compte pour qu'une affection provoquée par les résines époxydiques soit prise en charge au titre de la maladie professionnelle. | Ce tableau définit les critères à prendre en compte pour qu'une affection provoquée par les résines époxydiques soit prise en charge au titre de la maladie professionnelle.                |
| Régime Général. Date de création : 19 novembre 1983. | Régime Général. Date de création : 19 novembre 1983. | Régime Général. Date de création : 19 novembre 1983. |
| Tableau no 51 RG | Tableau no 51 RG | Tableau no 51 RG |
| Maladies professionnelles provoquées par les résines époxydiques et leurs constituants (*) | Maladies professionnelles provoquées par les résines époxydiques et leurs constituants (*)                                                                                   | Maladies professionnelles provoquées par les résines époxydiques et leurs constituants (*)                                                                                                  |
| --- | --- | --- |
| Désignation des maladies | Délai de prise en charge | Liste indicative des principaux travaux susceptibles de provoquer ces maladies |
| Lésions eczématiformes récidivant en cas de nouvelle exposition au risque ou confirmées par un test épicutané. | 15 jours | Préparation de résines époxydiques. Emploi des résines époxydiques : - fabrication de stratifiés ; - fabrication et utilisation de colles, vernis, peintures à base de résines époxydiques. |
| Date de mise à jour : 17 septembre 1989 | | |
| (*) Certains constituants des résines époxydiques, utilisés comme durcisseurs ou adjuvants, peuvent induire des maladies respiratoires allergiques professionnelles indemnisables. Il s'agit en particulier : - des amines aromatiques : rhinite et asthme (tableau no 15 bis) ; - des amines aliphatiques : rhinite et asthme (tableau no 49 bis) ; - des anhydrides d'acide volatils : rhinite et asthme (tableau no 66), pneumopathie d'hypersensibilité (tableau no 66 bis) ; - de l'azodicarbonamide : rhinite et asthme (tableau no 66). | | |

### Sources spécifiques
- Tableau no 51 des maladies professionnelles du régime Général

### Sources générales
- Tableaux du régime Général sur le site de l’AIMT
- Tous les tableaux du régime Général
- Tous les tableaux du régime Agricole
- Guide des maladies professionnelles sur le site de l’INRS

## Internationalisation
- Liste Européenne des maladies professionnelles
- Liste des maladies professionnelles au Sénégal
- Liste des maladies professionnelles en Tunisie